# Kémek a Sasfészekben
A Kémek a sasfészekben (eredeti cím angolul: Where Eagles Dare) 1968-ban bemutatott amerikai–brit  háborús film Brian G. Hutton rendezésében. A forgatókönyvet saját, azonos című regényéből Alistair MacLean írta. A film zenéjét Ron Goodwin szerezte. A mozifilm gyártója és forgalmazója a Metro-Goldwyn-Mayer.
Az Egyesült Királyságban 1968. december 4-én, az Amerikai Egyesült Államokban 1969. március 12-én, Magyarországon 1988. szeptember 15-én mutatták be a mozikban.

## Cselekmény
Wyatt-Turner ezredes (Patrick Wymark), a brit hírszerzés egyik tisztje, kettős ügynök, megbíz egy hétfős katonai csoportot, hogy hatoljon be Bajorországba, és próbáljon meg bejutni a Werfen melletti Sas kastély-ba (németül Schloss Adler), ahol George Carnaby tábornokot, a második front egyik fő koordinátorát tartják fogva a németek. A tábornok gépe Krétára indult volna, hogy a szovjetekkel tárgyaljon az együttműködésről. A hírek szerint egy Ausztria felől érkező Messerschmitt eltalálta, ezért az oberhauseni reptéren kellett kényszerleszállást végrehajtania, ahol a tábornokot a németek elfogták. Turner biztos abban, hogy a Sas kastélyba vitték, aminek találó a neve, hisz oda csak egy sas tud bejutni, mert a vár egy magas és meredek hegytetőn áll. Ez a német titkosszolgálat központja, amit a német alpesi hadtest (Alpenkorps) erői védenek. Turner ugyanakkor roppant dühös, mert a felsővezetés csak egy nappal az események után tájékoztatta őket, s most minden igyekezetükkel Carnaby kiszabadítására kell koncentrálniuk, hogy az még azelőtt sikerüljön, mielőtt a németek kiszedik belőle a tervezett normandiai partraszállásra vonatkozó adatokat, mert különben az meghiúsulhatna. Mivel rögvest kell cselekedni, nyílt támadást nem hajthatnak végre a Németország belsejében fekvő Sas kastély ellen, egyetlen esélyük a pontos, precíz kommandósakció. E célnak megfelelően Rolland admirális (Michael Hordern) Turnert bízta meg a csoport tagjainak kiválogatásával. A csapat élére Smith őrnagy (Richard Burton) kerül, a katonai téren jól képzett rádiós Harrod és a skót MacPherson őrmesterrel (Brook Williams és Neil McCarthy), James Christiansen kapitánnyal (Donald Houston), valamint Ted Berkeley-vel (Peter Barkworth) és Thomassal (William Squire). Egy nem angol tisztet is besoroznak a csapatba: Schaffer hadnagyot (Clint Eastwood) az amerikai rohamosztagból. Egy németnek álcázott repülőgép indul el Bajorországba, ahol egy alpesi legelőre dobja le a csapatot. Mikor mind kiugranak, egy nyolcadik személy, egy nő is ejtőernyős ugrást hajt végre. Ő Mary (Mary Ure), szintén titkosügynök, mellesleg Smith barátnője, akivel eddig Olaszországban dolgoztak. Csak Smith tud a jelenlétéről és ebbe később is csak Schaffert avatja be.
Földet érés után csak hatan vannak: Harrod a rádiókezelő eltűnt, nem messze onnét találják meg holtan. Amikor megvizsgálja, Smith azt mondja a többieknek, hogy Harrod a nyakát törte, de amikor mindenki elmegy, megfordítja Harrod holttestét és ekkor a nézők is láthatják, hogy nyakszirten ütötték valamivel, tehát nem baleset történt, hanem megölték.
Smithék egy közeli kunyhóban húzzák meg magukat, amit a pásztorok nyári szállásnak szoktak használni. Itt megpihennek éjszakára, közben Smith kimegy, azzal az ürüggyel, hogy Harrod zsebében maradt a rádió kódkönyve. Valójában a ház mellett levő pajtába megy, ahol Maryvel találkozik. Mary hűvösen fogadja, mert a gépen rosszul utazott. Barátja beszámol neki az eddig történtekről és Harrod haláláról, ami nem baleset volt, mert Harrod nyakát eltörték. Smith másnap el akarja vinni a csapatot a Vad Szarvashoz címzett werfeni fogadóba, és Marynak elmondja, hogy pontosan mikor legyen a fogadó mögötti fáskamrában. Mary szóvá teszi, hogy mennyire jól ismeri a környéket, noha Carnabyt csak az előző nap fogták el. Smith erre nem felel semmit. Később visszatér a szállásra, ahol egyedül csak Schaffer van ébren. Elújságolja az esetet a fiatal amerikainak a „szőke bombázó”-val, és Schaffer kissé csalódott, amiért Mary „foglalt”. Másnap reggel Smith és Schaffer leereszkednek egy hegyoldalon és megpillantják a Sas kastélyt. Smith itt tájékoztatja Rollandot Harrod haláláról és kéri az admirálist, hogy maradjanak a parancsnokságon.

Schaffer olyan őrültségnek tartja a kastélyba való behatolást, amit csak egy valódi őrült találhatott ki, aki nem más mint Turner ezredes. Smith is ekképp vélekedik, mert Turner jól beépült a német vezetésbe és Hitlert is ismerte. A hadnagy azonkívül nem érti miért kell neki egy brit hadműveletben részt vennie. Smithnek nincs ideje felelni, mert felbukkan egy helikopter, amelyen Rosemeyer tábornok (Ferdy Mayne) érkezik meg a kastélyba, ahol Kramer ezredes (Anton Diffring), a Gestapo dél-németországi főnöke fogadja. A tábornok itt találkozik von Hapen (a könyvben von Brautschitsch) őrnaggyal, a Gestapo tisztjével. A Gestapo módszereit ismerő Rosemeyernek nem tetszik von Hapen jelenléte és szeretné kihagyni az ügyből.
Este a csapat eléri Werfent és egy raktárban hagyva felszerelésüket és a téli álcaruhát, német hegyivadászokká vedlenek át. Christiansen és a többiek közlegényi ruhát vesznek fel, mivel a vár részben kiképzőtábor, ahol mindig akadnak újoncok. Smith és Schaffer őrnagynak öltöznek, s betérnek a fogadóba. Ott feltűnik egy szemrevaló bajor pincérlány, akit Smith nyomban derékon ragad. Először énekelni akar neki, de Heidinek, azaz a pincérlánynak (Ingrid Pitt) csömöre van az énektől. Ehelyett Smith fütyörészik neki, ami a valóságban azonosító jelzés. Közben megsúgja neki, hogy menjen majd a fáskamrába, s hogy eltereljék a gyanút, Heidi pofon vágja Smitht. Egy közelben ülő mogorva német tiszt méltatlankodik, de hátrahőköl, amikor Smith Bernd Himmlerként, Heinrich Himmler testvéreként mutatkozik be.

Nem sokkal később Smith kimegy a fáskamrába, ahol találkozik Maryvel és elmondja neki, mi lesz a feladata. Tervrajzokat ad át a kastélyról és parancsokat közöl. Mary Marie-ként, álláskereső szobalányként fog fellépni. Heidi az unokatestvére, ő fogja bejuttatni. Smith azt is elmondja, hogy a fogva tartott tábornok valójában nem George Carnaby, hanem Cartwright Jones amerikai tizedes, aki korábban színész volt és a megszólalásig hasonlít a tábornokra. A tervezett második frontról semmit sem tud, de nem kevés pénzért játssza a szerepét. Időközben megérkezik Heidi és Smith is visszamegy a fogadóba, és kint megtalálja MacPharson holttestét, akit agyonvertek. Benn beszámol erről Schaffernek is, aki követeli, árulja el miről van szó, mert ő is pontosan tudja, hogy Harrod nem a zuhanástól vesztette életét. Smith el is mondja az igazságot Cartwright Jonesról és arról, hogy miért kell egy amerikainak részt vennie az akcióban. Christiansenék is visszatérnek, de Smith és Schaffer úgy tesz, mintha nem tudnák mi történt MacPharsonnal.

A fogadóban szaglászik von Hapen is, amit a környékbeli hölgyekkel való flörtöléssel igyekszik leplezni. Ekkor megjön Marie, nagyon lenyűgözi az őrnagyot, aki látszólag szemet is vet rá. Ekkor ront be a fogadóba Weissner ezredes, a helyi táborparancsnok (Victor Beaumont) néhány katonával: öt dezertőrt keresnek, akik a stuttgarti alakulattól szöktek meg és megöltek egy embert. Smith és Schaffer rájönnek, hogy valaki elárulta őket, és hogy Maryt és Heidit ne keverjék bajba, úgy döntenek, hogy megadják magukat. Christiansenékat elviszik, Schaffer és Smith Weissnerrel tart.
Weissner kocsija a Kék-tó partján halad, amikor Smith és Schaffner megtámadják a mellettük ülő őröket, a sofőrt lelövik és a kocsi egy hótorlasznak ütközik. Weissner kirepül a szélvédőn és meghal. A holttesteket Smithék a kocsiba gyömöszölik és a roncsot a tóba lökik, hogy a németek azt higgyék, baleset történt.
Visszamennek a vasútállomásra, hogy rádión értesítsék Rolland tengernagyot és fegyvereket vegyenek magukhoz, de majdnem pórul járnak, mert a németek megtudják a többi angol fogolytól, hogy hová rejtették a felszerelést. Az érkező német szakasz felfedezi, hogy nemrég használták a rádiót és elkezdik átkutatni az állomást, ahol Smith és Schaffer a női WC-ben bujkál. Elterelésül kénytelenek felrobbantani a németek teherautóját, amitől lángra lobban az állomás is. A németek szétszaladnak, Smith és Schaffer pedig a drótkötélpályához siet, hogy feljusson a várba.
Közben Mary és Heidi már felmentek von Hapennel, és Mary átesik egy igen kellemetlen testüregmotozáson, amit egy gestapos titkárnő, Ann-Marie végez el. Mary fél, hiszen hamar rájöhetnek arra, hogy ő nem német, Smitht pedig elfogták... Heidi vigasztalja, és a lelkére beszél, hogy ne adja fel, csináljon mindent a tervek szerint. Von Hapen azonban gyanút fog, hamar kideríti, hogy Mary szinte semmit sem tud Düsseldorfról, pedig állítólag ott született. Később azonban visszaengedi a szobájába, gondolván, hogy a várból úgysem tud megszökni.
A három angol foglyot közben a németek szintén felviszik a drótkötélfelvonóval a várba. A fülke tetején utazva viszont Smith és Schaffer is feljut – némi nehézség árán – a drótkötélpálya felső állomásának tetejére. Mary segítségével egy kötélen felmásznak a várba. Először tönkreteszik Rosemeyer tábornok helikopterét, nehogy az később gondot okozhasson a távozáskor. A vár lovagtermében Rosemeyer tábornok Kramer ezredessel éppen a vélt amerikai tábornokot, a „normandiai partraszállás fő koordinátorát” faggatja, de a színész állja a sarat. Már éppen szkopolamininjekcióval próbálják szóra bírni, amikor megérkezik a három angol fogoly, akik azt állítják magukról, hogy a németek által Angliába telepített kémek. Közben a jelenlévők legnagyobb megdöbbenésére a karzat felől megérkezik Smith és Schaffer is. Egy hirtelen fordulattal Smith lefegyverzi Schaffert és magát Johann Schmidt őrnagyként német titkosügynöknek bemutatva megvádolja a három jómadarat azzal, hogy kettős ügynökök. Elárulja azt is, hogy az elfogott amerikai „tábornok” csak színész, kár belé a szkopolamin. Állításait telefonon Wilhelm Wilner (Willy-Willy) ezredes, a német titkosszolgálat olaszországi feje igazolja, így eloszlatva Kramer ezredes gyanúját. Smith a három „angol-német” kémmel leíratja a németek összes angliai ügynökének nevét-címét, azzal az ürüggyel, hogy össze kívánja hasonlítani a saját listájával, bebizonyítva, hogy a három ember valójában angol kém. Mikor azonban a foglyok végeznek az írással, kiderül, hogy Smith notesze üres. Ekkor azonban már Schaffer is fegyvert szegez a jelenlévőkre. Mivel a német ügynökök listája már zsebben van, Smithék távozni akarnak. Ekkor érkezik Mary, majd szerencsétlenségükre a karzat felől von Hapen is, aki rálő Smithre, megsebezve a kezét. Schaffer azonban jól céloz, főbe lövi von Hapent, majd a vészcsengőért nyúló Kramert és Rosemeyert is lelövi. Menekülés kezdődik, magukkal viszik Cartwright-Jonest és a három német kémet is. Először a rádiószobában leadják a kivonási időpontot Rolland tengernagynak, azonban a rádiókezelő a vészjelzést is le tudja adni. A rádiószoba előtti folyosón tűzharc kezdődik, de a németeket félre tudják vezetni azzal, hogy az egyik német kémnek megparancsolják, hogy egy kötélen másszon ki az ablakon. A betörő német katonák lelövik a kötélen mászó Berkeleyt, de nem veszik észre a raktárban elrejtőzött többi embert. Azt hiszik, a többiek már kijutottak. Schaffer több bombát is elhelyez a vár területén, majd Mary szobájának ablakából mindannyian lemásznak a drótkötélpálya-állomás tetejére. A vár a robbanások hatására kigyullad, egyre nagyobb a tűzvész. Schaffer ezalatt lejut az állomásra és belülről eltorlaszolja a belső kaput. A kabint a tető széle alá kormányozza, majd a többiek is elkezdenek lemászni. Először a két kém mászik le, akik megtámadják Schaffert és majdnem megölik Smitht a tetőn. A két kém beugrik a kabinba, hogy azon jusson le, de nem számítanak arra, hogy Smith pedig a kabin tetejére ugrik. Megpróbálják megölni, de nem sikerül. Smith robbanóanyagot helyez a kabin tetejére, majd átugrik a szemben felfelé haladó másik kabinra. Nemsokára a két kém a kabinnal együtt felrobban. A felfelé haladó kabint az időközben magához tért Schaffer még időben megállítja, majd mindannyian beszállnak, hogy lejussanak a faluba.
A németek azonban időközben betörik az állomáshoz vezető alagút kapuját. A kabin már majdnem leér, amikor a németek hegymenetbe kapcsolják. A menekülők kiugranak és szerencséjükre egy patakba esnek, nem lesz különösebb bajuk. Schaffer egy jól irányzott dobással a kabinba hajít egy gránátot, hogy megakadályozza a németek lejutását várból.
A faluban egyenesen a Schultz-garázsba mennek, ahol Heidi várja őket. Egy alpesi postabusszal menekül a társaság, a buszra szerelt hóekével tönkreteszik a németek motorkerékpárjait és egy kis időre megszabadulnak az üldözőktől. A katonai tábornál azonban egy tank várja őket, ami többször rájuk is lő, azonban nem sok sikerrel. A németek teherautókon, terepjárókon, motorokon üldözik őket, de szerencsére a korábban robbanóanyaggal preparált villanyoszlopok megállítják őket. Egy fahídon kell átkelniük ahhoz, hogy elérjék a hegyi mentők oberhauseni repülőterét, a kivonási pontot. A hídon áthaladva Schaffer aláaknázza azt, ami éppen az üldöző németek előtt robban fel.
A repülőtéren nemsokára leszáll egy brit bombázó, fedélzetén Wyatt-Turner ezredessel, hogy kimenekítse a társaságot. A hazaút során Smith megmutatja az ezredesnek az egyik teleírt noteszt. Ekkor derül ki Wyatt-Turnerről, hogy ő az Angliába beépített német kém… fegyvert fog Smithre és társaira. Smith azonban tudta, hogy Wyatt-Turner a kém és ő maga fog értük jönni, hiszen nem engedheti meg, hogy az angliai német ügynökök neve és címe Angliába kerüljön, ezért Smith már jó előre tönkretette Wyatt-Turner Sten géppisztolyát. Wyatt-Turnernek nincs más választása, minthogy öngyilkos lesz: ejtőernyő nélkül ugrik ki a gépből. A jók mind megmenekülnek, a rosszak elnyerik méltó büntetésüket.

## Szereplők
| Szerep                       | Színész         | Magyar hang     |
| ---------------------------- | --------------- | --------------- |
| Smith őrnagy                 | Richard Burton  | Mécs Károly     |
| Schaffer hadnagy             | Clint Eastwood  | Ujréti László   |
| Mary                         | Mary Ure        | Tóth Enikő      |
| Wyatt-Turner ezredes         | Patrick Wymark  | Tolnai Miklós   |
| Rolland tengernagy           | Michael Hordern | Szabó Ottó      |
| Christiansen                 | Donald Houston  | Láng József     |
| Edward Berkeley              | Peter Barkworth | Kárpáti Tibor   |
| Philip Thomas százados       | William Squire  | Orosz István    |
| Carnaby-Jones                | Robert Beatty   | Gruber Hugó     |
| Harrod őrmester              | Brook Williams  | Koroknay Géza   |
| MacPherson                   | Neil McCarthy   | Vass Gábor      |
| Carpenter repülő őrnagy      | Vincent Ball    | Juhász Jácint   |
| Kramer ezredes               | Anton Diffring  | Fülöp Zsigmond  |
| Rosemeyer tábornok           | Ferdy Mayne     | Elekes Pál      |
| Von Hapen őrnagy             | Derren Nesbitt  | Felföldi László |
| Weissner ezredes             | Victor Beaumont | Perlaki István  |
| Heidi                        | Ingrid Pitt     | Kiss Erika      |
| Német őrnagy                 | John G. Heller  | Vogt Károly     |
| Wilhelm Wilner őrnagy        | Guy Deghy       | Huszár László   |
| Anne-Marie Kernitser hadnagy | Olga Lowe       | Zsolnai Júlia   |
| Fogadós                      | Jim Tyson       | Várkonyi András |

## Televíziós megjelenések
HBO, MTV 1, Viasat 3, RTL Klub, Film+, AMC